# 시니샤 미하일로비치
시니샤 미하일로비치(세르비아어: Синиша Михајловић, 1969년 2월 20일 ~ 2022년 12월 16일)는 크로아티아 출생 세르비아의 전직 축구 선수이자 전직 축구 지도자로 과거 포지션은 수비수 겸 미드필더였다.
그는 1969년 부코바르에서 태어나, 보로보 나세례 자치구에서 성장했다.
2022년 12월 16일, 백혈병 투병 중 사망하였다

## 선수 경력
미하일로비치는 세르비아와 이탈리아에서 선수로 활약했으며. 2004년 여름, 그는 라치오를 떠나 그의 친구 로베르토 만치니가 감독으로 있는 FC 인테르나치오날레 밀라노로 이적하였다.

## 클럽 경력
선수 은퇴 후에는 인테르의 수석 코치로 2년간 있다가, 2008년부터 2009년까지는 볼로냐 FC 1909의 감독을 맡았으며, 2009년 12월부터 칼초 카타니아의 감독을 맡았다.
2010년 6월 4일부터 ACF 피오렌티나의 감독이 되어 1시즌간 활동하였다.
그리고 2년간 쉬었다가 2012년 조국 세르비아의 감독이 되었다.
2013년부터 2015년까지 UC 삼프도리아의 감독이었다.